# Lăpuștești, Cluj
Lăpuștești este un sat în comuna Rișca din județul Cluj, Transilvania, România.